# Joe contra el volcà
Joe contra el volcà (títol original: Joe Versus the Volcano) és una pel·lícula estatunidenca dirigida per John Patrick Shanley, estrenada l'any 1990. Ha estat doblada al català.

## Argument
Joe Banks treballa en una fàbrica, amb un cap tirànic. Deprimit i normalment malalt, consulta sovint metges que no li troben cap mal. Finalment, el Dr. Ellison diagnostica un misteriós mal asimptomàtic que el matarà en sis mesos i li recomana aprofitar del temps que li queda. Joe abandona la seva feina i convida la seva col·lega DeDe a sopar. Quan li diu que ha de morir, l'abandona.
L'endemà, un ric industrial, Samuel Graynamore, li fa una proposició inesperada. Necessita una moneda de canvi amb els habitants d'una illa del Pacífic, Waponi Wu, que tenen mineral però que necessiten que un heroi salti al seu volcà cada cent anys. Graynamore ofereix a Joe les seves targetes de crèdit si salta al volcà. Joe accepta. Joe passa una jornada a refer el seu vestuari a Nova York, aconsellat pel xofer de la limusina que ha llogat. Es compra també quatre baguls fets a mà, impermeables i insubmergibles.
Va a continuació a Los Angeles on troba Angelica, la filla de Graynamore. L'endemà, la porta al iot del seu pare, el capità del qual és la seva germanastra Patricia que ha acceptat amb reticència de portar-lo a Waponi Wu a canvi de la propietat del iot.
Durant el creuer, el iot és tombat per un tifó, Joe i Patricia troben refugi en els baguls insubmergibles de Joe. Portats pel corrent, arriben a l'illa de Waponi Wu.
Els indígenes organitzen una festa abans el sacrifici, però cap d'ells no es presenta voluntari per saltar al volcà perquè estimen massa el soda amb taronja. Com estava previst, Joe Banks es presenta i tots l'acompanyen al crater. Allà, Patricia li declara el seu amor, reclama que el cap els casi. A continuació, com no vol separar-se d'ell, salten junts al volcà que els escup. El volcà acaba amb els seus habitants mentre que Joe i Patricia troben els baguls. Després d'un moment d'eufòria, Joe recorda que ha de morir, però Patricia reconeix el nom del metge que ha fet el diagnòstic com el metge particular del seu pare: Joe ha estat manipulat.

## Repartiment
- Tom Hanks: Joe Banks
- Meg Ryan: DeDe / Angelica / Patricia
- Lloyd Bridges: Graynamore
- Robert Stack: Dr. Ellison
- Abe Vigoda: Cap dels Waponis
- Dan Hedaya: Mr. Waturi
- Barry McGovern: Venedor d'equipatges
- Amanda Plummer: Dagmar
- Ossie Davis: Marshall
- Jayne Haynes: Infermera
- David Burton: Mike
- Jon Conrad Pochron: Tony
- Jim Hudson: Fred - Guarda
- Antoni Gatti: sastre italià
- Darrell Zwerling: Venedor de roba
- Jim Ryan: Bellman
- Karl Rumburg: Ralph
- Brian Esteban: Emo - Waponi Lookout
- Nathan Lane: Baw
- Wally Ruiz: Cantant espanyol
- Guillermo Guzman: Cantant espanyol
- Tommy Franco: Cantant espanyol
- Tony Salome: Clerk
- Courtney Gibbs: Venedora
- Lala Sloatman: criada
- Jennifer Stewart: Estàtua de la llibertat
- William Ward: Venedor - Hammacher Schlemmer
- Carol Kane: Perruquera
- Paul Michael Thorpe: Déu Woo